# Hahnia breviducta
Hahnia breviducta är en spindelart som beskrevs av Robert Bosmans och Thijs 1980. Hahnia breviducta ingår i släktet Hahnia och familjen panflöjtsspindlar.
Artens utbredningsområde är Kenya. Inga underarter finns listade i Catalogue of Life.